# (88297) Huikilolani
(88297) Huikilolani (2001 NP14) – planetoida z pasa głównego asteroid okrążająca Słońce w ciągu 3,19 lat w średniej odległości 2,17 j.a. Odkryta 11 lipca 2001 roku.